# حوض شناور ۴۰۰
یواس‌اس ارکو (ای‌آردی-۲۹) (به انگلیسی: USS Arco (ARD-29)) یک کشتی بود که طول آن ۴۹۲ فوت (۱۵۰ متر) بود. این کشتی در سال ۱۹۴۴ ساخته شد.